# 大分県の盆踊り
この項目では、大分県の各地に伝わる盆踊りについて説明する。

## 大分県の盆踊りの特色
現在、全国各地で盆踊りという文化が廃れてきている中、大分県には昔ながらの盆踊りが残っている。
踊りの種類と、唄の種類の多さには目を見張るものがあり、これには小藩分立の歴史や、上方からの座敷唄の流入などが深く関係している。新作踊りも数多く作られてきたが、別府市などを除いて、未だに昔ながらの踊りが幅をきかせている。所によっては厚化粧をして華やかな衣装・髪型で参加する。

## 盆踊りの種類（名目）
盆踊りには、様々な種類がある。
初盆の供養踊りその名の通り初盆供養の踊り。漁師町など、家が狭い土地に密集しているために各家に踊りを踊れるほどの広さの庭がない所は寄せ踊り、その他の所は庭入りを行っていたのだが、現在は寄せ踊りが多くなった。大分県は8月盆だから、9月の13日から15日の間に行われるはずであるが、旧暦から新暦に移行したときに、8月13日から15日の間に行うのが一般的になり、今に至る。
先祖の供養踊りこれは、初盆であるか否かに関係なく、すべての家庭の先祖の供養をする目的であるために、寄せ踊りで行われた。現在は初盆供養と先祖供養を兼ねて、寄せ踊りをすることが多い。初盆供養と区別する場合には、普通は初盆供養の方を先に行う。
観音様の踊り観音様の盆踊りで、8月17日に寄せ踊りを行うが、現在では踊らなくなった所も多い。
お大師様の踊り弘法大師（空海）の盆踊りで、8月19日に寄せ踊りを行うが、現在では踊らなくなった所も多い。
二十三夜踊り地蔵盆前夜の踊りで、8月23日に寄せ踊りを行うが、現在は廃れている。なお例外的に、佐伯市上浦町には大変賑やかな二十三夜踊りが残っており、今も盛んに踊られている。
地蔵踊り地蔵盆の踊りで、8月24日に寄せ踊りを行うが、現在では踊らなくなった所もある。
八朔踊り旧暦8月1日に行っていた踊りだが、現在ではほとんど踊らなくなってしまった。従って、地蔵踊りが踊りおさめとなる場合が多い。もし八朔踊りを行う場合は、現在は8月31日か9月1日に行うのが一般的である。
奉納踊り神社仏閣において先祖供養とは別に、御神体等に対して奉納する目的で踊るものである。他の盆踊り日程と重ならない日に、寄せ踊りが行われる。現在でもまま見られる。
娯楽としての盆踊りかつて、盆踊り以外にたいして娯楽もなかったような時代には、田の草取りなどきつい仕事を皆で片付けた日に、夜、寄せ踊りを行うことがあった。特に農村ではよく見られた。
盆踊り大会行政主体の祭りのときなどに催される盆踊り。大抵は懸賞踊りであり、数人でチームを組んで出場することが多い。多くの場合は個人でも参加できる。

## 庭入り
初盆供養の踊りのときに、その集落内の初盆の家を一軒一軒まわって踊るもの。踊りながら初盆の家の間を行進するのではなく、それぞれの家の庭で踊る。庭入りは一軒あたり2時間はかかるので、踊り終わりが夜半をすぎてしまうことも多く、初盆の多い年は次の日の朝までかかることもざらであったし、高齢化・過疎化の影響で現在では寄せ踊りを行う所の方が多くなっている。
庭入りの概要を述べる。これは一例であって、地域により異なる。
- 初盆の家に到着後、区長などがその家の人に挨拶し、その後全員でおまいりをする。
- 皆で和讃を唱えたあと、まず男性だけで「ばんば踊り」という踊りを踊る。
- その後、女性や男性も加わり、「まっかせ」「大津絵」「レソ」などを次から次に踊る。

初盆の家庭の人も踊りに加わり、遺影を抱いて踊ったりする場合もある。
- 15種類くらいの踊りを踊る場合は、8種類くらい踊ったところで休憩。初盆の家の人から、踊り手にタオルなどが配られる。
- 休憩後、「ヤッテンサンノ」「二つ拍子」などを次から次に踊る。
- 最後に、男性だけで「けだし」という踊りを少しだけ踊る。
- 初盆の家の人に挨拶して、皆で次の家へ急いで移動する。

＊踊りの種類が10くらいある所も少なくないが、必ず所定の踊りを残種類踊ってから次の家へ移動する。

## 寄せ踊り
公民館や広場に集まって行う盆踊りであり、現在よく行われるものである。集落ごとの小規模な踊りの場合、何時から踊り始めるかは厳格には決めていない場合が多い。そこで、大抵は寄せ太鼓をたたいたりして、集落の人を呼び集める。小さな輪が立つくらいの人数になったら踊りを開始するのが普通である。

## 踊りの形態
- 唄　　　新作踊りの場合を除いて、通常は口説き手（音頭取り）の口説きに合わせて踊る。盆踊り唄には、鈴木主水などの長編を延々と口説く「段物」と、7・7・7・5（例・踊り踊るならしなよく踊れ、しなのよいのを嫁に取る）を自由に口説く「切り口説き」と、曲と歌詞が固定しているもの（座敷唄の転用のもの）とがある。
- 楽器　　　太鼓のみ用いるところが最も多いが、中には三味線を用いたり、楽器は一切用いずに踊りながら団扇で拍子をとる（団扇太鼓という）ところもある。
- 櫓　　　庭入りの場合、櫓は設置しないため、口説き手（音頭取り）は輪の真ん中、または庭の隅などで口説く。寄せ踊りの場合は櫓を設置し、その上に上がって口説く。
- 踊り手　　　普通は輪になって踊る、輪踊りである。地域によって右回りか左回りかが決まっており、中には踊りの種類によって進行方向が変わる地域もある。

## 採り物
踊るときに用いる道具のことを、採り物という。大分県の盆踊りは、手踊りが最も多いものの扇子や銭太鼓などといった採り物を使う踊りもかなり多い。ここでは、手踊りも含めて紹介することにする。
- 手踊り

何も持たずに踊るもので、別府湾沿岸部近辺では大部分の踊りが手踊りである。派手ではないが、指先にまで神経を使って科（しな）を作ることができる。団扇を持って踊る場合もあるが、別に団扇なしで踊っても構わない場合は手踊りに含める。
- 団扇踊り

必ず団扇を用いる踊りのことで、中津市、豊後高田市、宇佐市、日田市、玖珠郡の大部分の踊りがこれにあたる。踊りの所作の都合上団扇が必要な場合もあれば、拍子をとる目的で団扇が必要な場合もある。手踊りとは違うのは、必ず団扇を持って踊るという点である。
- 手ぬぐい踊り

手ぬぐいを用いる踊りのことである。手ぬぐいを片手に持って振り回しながら踊るものや、当て振りで手ぬぐいを肩にかけたり回したりしながら踊るものなどがある。
- ハンカチ踊り

ハンカチを片手でつまみ、ひらひらと振り回して踊るものである。手ぬぐいやタオルで代用する場合もある。
- 扇子踊り

扇子を用いる踊りで、県内には数多くの扇子踊りが残っている。通常は1本の扇子を右手で持って踊るが、稀に2本の扇子を両手に持って踊るものもあり、概して難しい踊りである。
- 提灯踊り

細長い棒の先に提灯を提げたものを用いる踊りのことである。提灯を提げた棒のみを持つ場合もあれば、左手に提灯を提げた棒を持ち右手に扇子を持つというふうに、他の採り物と組み合わせる場合もある。
- 銭太鼓踊り

銭太鼓という、片手で持てる小さな道具を用いる踊りのことである。銭太鼓は穴開き銭がたくさんついており、良い音が鳴る。両手に銭太鼓を持って踊る場合もあれば、提灯踊りのように他の採り物と組み合わせる場合もある。
- 棒踊り

綾棒という、長さ30cmくらいの棒を用いる踊りのことである。通常2本1組であり、両手に持って打ち鳴らしながら踊る。綾棒には紅白のテープが巻かれていたり、先端に派手な飾り（造花など）がついていたりする場合も多い。綾棒の先に提灯をつければ提灯踊りになる。綾踊りとの違いは、棒を打ち鳴らさないという点である。
- 団七踊り

竹刀を用いる踊りのことである。通常3人1組で縦に並んで踊る。志賀団七の仇討ちを模したものであり、先頭から順に姉の宮城野、志賀団七、妹の信夫に扮装して踊ることもある。先頭および後尾の者は竹刀1本を両手で持ち、竹刀を2本持った中央の者と打ち合いながら踊る。元来、女性が男性を挟むようにして踊ったが、近年では性別を問わずに好きな位地で踊る場合が多い。ただし3人1組に揃えたり組数×4本の竹刀を準備するのが大変なので、急速に廃れてきている。

## 地方別の特色
旧豊前国（中津市）
- 昔からの踊り ※すべて団扇踊り

二つ拍子、三つ拍子、三勝（さんかち）、六調子、七つ拍子、九つ拍子、九勝（くかち）
博多踊り、佐伯踊り、トコヤン、小倉踊り、ネッチョケ、サッサ、サイコロサイ、レソ、マッカセ
ヤンソレサ、げんきょろ坊主、思案橋、大津絵、書生さん、米搗き、麦搗き、寿司押し、番所踊り
曲典丸（きょくでんまる）、エッサッサ、ドッコイサノサ
- 新しい踊り　※注記のないものは手踊り

観光中津音頭、中津大津絵音頭（団扇踊り）、中津小唄、豊前小唄、耶馬溪小唄、真坂音頭など
- 旧耶馬溪町、本耶馬溪町、山国町では、太鼓を用いない。団扇を叩きながら拍子をとって踊る。
- 耶馬溪町の「樋山路盆踊り」…博多踊り、思案橋、米搗き、レソ、マッカセ、六調子など多様で素朴な踊り

国東半島、別府市、宇佐市
- 昔からの踊り ※注記のないものは手踊り

一つ拍子（団扇踊り）、二つ拍子（手踊り／団扇踊り）、三つ拍子（手踊り／団扇踊り）、セーロ
三勝（さんかつ）、四つ拍子（団扇踊り）、六調子（手踊り／団扇踊り）、七つ拍子（団扇踊り）
杵築踊り、豊前踊り、ベッチョセ、マッカセ（団扇踊り）、レソ（手踊り／団扇踊り）、粟踏み
エッサッサ（団扇踊り）、ヤンソレサ（団扇踊り）、さえもん、浦辺の唐芋（団扇踊り）、大津絵
らんきょう坊主、蹴出し（けだし：団扇踊り）、けつらかし、せきだ（団扇踊り）、大正踊り、田の草踊り
ばんば踊り（団扇踊り）、猿丸太夫（さるまんだゆう）、きつね踊り、アヤ踊り、銭太鼓踊り、手ぬぐい踊り
- 新しい踊り ※注記のないものは手踊り

別府音頭、温泉おどり、別府囃子（棒踊り）、別府八湯、別府湯けむり、瀬戸の島々
別府流し、別府小唄、杵築音頭、杵築小唄、山香小唄、国東小唄、高田ヤンソ、姫島小唄
- 旧山香町周辺の「山家踊り」…三つ拍子を中心として、レソ、ヤッテンサンノ、二つ拍子、豊前踊り、マッカセ、六調子など
- 豊後高田市の「草地踊り」…ヤンテコ、レソ、マッカセ、ヤンソレサ、六調子。
- 姫島村の「姫島盆踊り」…きつね踊り、たぬき踊り、アヤ踊り、銭太鼓踊りなど
- 宇佐市周辺の「マッカセ踊り」…マッカセを中心として、レソ、蹴出し、浦辺の唐芋、二つ拍子、ばんば踊りなど

大分市、豊後大野市、由布市、臼杵市、津久見市
- 昔からの踊り ※注記のないものは手踊り

一つ拍子、二つ拍子、三つ拍子、三調子、三勝（さんかつ：手踊り／棒踊り／団七踊り）、はん節
五つ拍子（銭太鼓踊り）、七つ拍子（銭太鼓踊り）、佐伯踊り（手踊り／扇子踊り）、八百屋踊り
三重節（手踊り／団七踊り／扇子踊り）、杵築踊り、伊勢音頭（手踊り／扇子踊り）、けつらかし
ヨーヤセー（扇子踊り、乙女踊り、団七踊り、手踊り、団扇踊り）、庄内踊り、レソ、ばんば踊り
マッカセ、エイガサー（手踊り／扇子踊り）、しょうご節、大正踊り、かますか踏み、ヤンサテナ
猿丸太夫（さるまるだゆう：手踊り／扇子踊り）、さえもん（手踊り／扇子踊り／ハンカチ踊り）
オヤマカチャンリン節、麦搗き、お夏、しんぱんくずし、ノンヤホー、シットコ、切り越え
切り返し、由来、チリリン、恋慕、笠づくし、五尺、平家踊り、さんさ節、きそん唄、蹴出し（けだし）
ヨンゴヨンゴ節（手踊り／扇子踊り）、風切り（手踊り／扇子踊り／銭太鼓踊り）
弓引き（手踊り／扇子踊り／銭太鼓踊り）、左さし（手踊り／銭太鼓踊り）
- 新しい踊り ※注記のないものは手踊り

チキリン囃子（棒踊り）、津久見音頭、津久見小唄、臼杵音頭、臼杵小唄
- 旧湯布院町の一部地区「津鮎踊り」…チリリン、恋慕、笠づくし、五尺、ヤンサテナなど15種類。
- 大分市の「鶴崎踊り」…猿丸太夫、さえもん
- 津久見市の「堅浦盆踊り」…扇子踊り（ヨーヤセー）、三勝
- 津久見市の「日見の盆踊り」…さえもん、ヨーヤセー等の団扇踊り

日田市、玖珠町、九重町周辺
- 昔からの踊り　※注記のないものは団扇踊り

一つ拍子、二つ拍子、三つ拍子、三勝（さんかち：手踊り／団七踊り）、四つ拍子、ショーガエ
六調子（手踊り／団七踊り）、竹田踊り、きょくてん回し、兵庫節（手踊り／棒踊り）、ヨイトナー
ソレガエヤ、マッカセ、さえもん、千本搗き、米搗き、小屋起こし、思案橋、鯖ん寿司、ばんば踊り
八百屋踊り、山路踊り（さんろおどり）
- 新しい踊り　※手踊り

日田水郷音頭
- 玖珠町の「山路踊り」
- 玖珠町の「北山田の盆踊り」…小屋起こし、米搗き、左ヱ門（扇子踊り）、兵庫など

佐伯市
- 昔からの踊り

さえもん（手踊り／扇子踊り）、対馬（つしま：手踊り／扇子踊り）、大阪節（手踊り／扇子踊り）
長音頭（手踊り／扇子踊り）、たもと（扇子踊り）、兵庫節（手踊り／扇子踊り）
念仏踊り（手踊り）、お夏清十郎（扇子踊り）、淀の川瀬（扇子踊り）、団七（棒踊り）
一郎兵衛（いちろうべえ：手踊り）、ヨーヤセー（手踊り／提灯踊り／扇子踊り）
那須与一（なすのよいち：手踊り）、お市後家女（おいちごけおんな：手踊り／棒踊り）
お竹さん（手踊り／棒踊り／扇子踊り）、小野道風（おののとうふう：扇子踊り）
初春（手踊り／扇子踊り）、ぼんさん忍ぶ（手踊り／扇子踊り）、しんじゅ（扇子踊り）
きりん（扇子踊り）、いろは（手踊り／扇子踊り）、大門（だいもん：手踊り／扇子踊り）
ご繁昌（手踊り／扇子踊り）、浮名（扇子踊り）、花扇（扇子踊り）、恋慕（手踊り）
茶屋のれん（手ぬぐい踊り）、猿丸太夫（さるまるだゆう：手踊り／扇子踊り）
ばんば踊り（手踊り）、様は三夜（扇子踊り）、高い山（扇子踊り）、本調子（扇子踊り）
南無阿大悲（なむあだいひ：提灯踊り）、芸子（手踊り）、わが恋（扇子踊り）
智慧の海山（ちえのうみやま：扇子踊り）、十二梯子（扇子踊り）、切り音頭（手踊り／扇子踊り）
マッカセ（手踊り）、繁盛づくし（扇子踊り）、伊勢節（扇子踊り）、数え唄（手踊り）
与勘兵衛（よかんべえ：手踊り／扇子踊り）、大文字山（だいもんじやま：棒踊り）
牡丹餅顔（ぼたもちがお：扇子踊り）、竹に雀（棒踊り）、奴踊り（扇子踊り）、鶯（扇子踊り）
- 新しい踊り　※すべて手踊り

佐伯音頭、佐伯小唄、蒲江音頭、直川音頭、宇目小唄、弥生音頭、上浦音頭
- 佐伯市下堅田の「堅田踊り」…全部で50種類以上にのぼる多様で洗練された踊り。
- 扇子、提灯、手ぬぐい、団扇、綾棒など、道具を用いる踊りが多い。

竹田市
- 昔からの踊り　※注記のないものは手踊り

二つ拍子、三つ拍子、三勝（さんかち：手踊り／団七踊り）、九勝（くかち：銭太鼓踊り）
十三勝（じゅうさんかち）、杵築踊り、兵庫節（手踊り／団七踊り／扇子踊り／銭太鼓踊り）
佐伯踊り（手踊り／扇子踊り）、伊勢音頭（手踊り／扇子踊り）、サンサオ
さえもん（手踊り／扇子踊り）、猿丸太夫（さるまるだゆう手踊り／扇子踊り）
八百屋踊り（手踊り／銭太鼓踊り／扇子踊り）、かますか踏み、麦搗き（手踊り／扇子踊り）
風切り（手踊り／銭太鼓踊り／扇子踊り）、弓引き（手踊り／銭太鼓踊り／扇子踊り）
もろさし、東山節（手踊り／扇子踊り）
- 久住町の「青柳の盆踊り」…猿丸太夫、八百屋、東山、風切り、団七など。扇子踊りの種類が非常に多い。